# رادومیر ووکچویچ
رادومیر ووکچویچ (انگلیسی: Radomir Vukčević؛ ۱۵ سپتامبر ۱۹۴۱ – ۲۸ نوامبر ۲۰۱۴) بازیکن فوتبال اهل یوگسلاوی بود.
از باشگاه‌هایی که در آن بازی کرده‌است می‌توان به باشگاه فوتبال هایدوک اسپلیت و باشگاه فوتبال آژاکسیو اشاره کرد.
وی همچنین در تیم ملی فوتبال یوگسلاوی بازی کرده‌است.
وی در مسابقات کشوری و بین‌المللی در مجموع برندهٔ ۱ مدال نقره شده‌است.